# Jean Castanier
Pour les articles homonymes, voir Castanier.
Jean Castanier ou Joan Castanyer (parfois Jean Castanyer), est un peintre, décorateur, écrivain et cinéaste catalan, né à Blanes, province de Gérone, en Catalogne (Espagne), le 3 mars 1903, mort à Antibes, en France, en 1972.

## Biographie
Arrivé à Paris en 1925, Jean Castanier se trouve rapidement en relation avec quelques-uns des artistes et intellectuels majeurs du temps, notamment Luis Buñuel et Salvador Dalí. Il sympathise également avec Jean Renoir, avec qui il collabore sur le scénario et les décors du Crime de monsieur Lange.
Dans les années 1930, il participe au groupe Octobre, créé en 1932, défendant la nécessité d'un cinéma militant. Il travaille sur d'autres films de Jean Renoir, Boudu sauvé des eaux (1932), La Nuit du carrefour (1933) Chotard et Cie (1933). En 1935, Renoir l'engage sur Le Crime de Monsieur Lange, l'idée du film et le scénario sont de Jean Castanier.
À Paris, il ouvre un restaurant, Le Catalan, rue des Grands-Augustins, en face de l'atelier de Pablo Picasso. Dans ce restaurant Françoise Gilot fait la connaissance de Picasso, client régulier. On y rencontre aussi Jean-Paul Sartre, Simone de Beauvoir, Jean Cocteau, Balthus, Georges Auric, tous habitués du lieu.
Jean Castanier a réalisé deux films dans les années 1930 et 1940, Catalanes en Castilla (court métrage documentaire, 1937), et L'Homme qui revient de loin (1950).
Dans les années 1950, il a collaboré à deux autres films de Renoir, French Cancan (1954) et Elena et les Hommes (1956).

## Filmographie

### Scénariste
- 1935 : Tête de turc (court métrage) de Jacques Becker
- 1935 : Le commissaire est bon enfant, le gendarme est sans pitié (court métrage) de Jacques Becker et Pierre Prévert
- 1936 : Le Crime de monsieur Lange (scénario) de Jean Renoir
- 1936 : Expedición antifascista a las Baleares (court métrage documentaire)
- 1937 : Catalanes en Castilla (court métrage documentaire, scénario et réalisation)
- 1937 : Ollaires de Breda (court métrage documentaire, commentaire)

### Acteur
- 1930 : L'Âge d'or de Luis Buñuel
- 1956 : Elena et les Hommes de Jean Renoir
- 1958 : Suivez-moi jeune homme de Guy Lefranc

### Réalisateur
- 1950 : L'Homme qui revient de loin

### Décorateur
- 1932 : La Nuit du carrefour de Jean Renoir (assistant décorateur)
- 1932 : Boudu sauvé des eaux de Jean Renoir
- 1933 : Chotard et Cie de Jean Renoir
- 1936 : Le Crime de Monsieur Lange de Jean Renoir
- 1963 : Merci Natercia de Pierre Kast